# Zamach w Wiedniu (2020)
Zamach w Wiedniu – seria strzelanin, które miały miejsce 2 listopada 2020 r. w stolicy Austrii. Samotny strzelec otworzył ogień z karabinu w centrum miasta. 5 osób zginęło w ataku (wśród nich sprawca), a 23 innych zostało rannych, 7 osób miało stan krytyczny, w tym funkcjonariusz Policji Federalnej. Napastnik został zastrzelony przez policję i został zidentyfikowany jako sympatyk Państwa Islamskiego. Oficjalnie mówi się, że atak był incydentem islamskiego terroryzmu.

## Przebieg ataku
Atak rozpoczął się 2 listopada 2020 r. około godziny 20:00 w Wiedniu, kiedy sprawca zaczął strzelać do ludzi. Był uzbrojony w karabin, pistolet i maczetę i nosił fałszywy pas wybuchowy. Istnieje sześć ukierunkowań w ulicach: Seitenstettengasse, Plac Morzina, Salzgries, Plac Fleischa, Plac Bauerna i Plac Graben. Atak zakończył się o godzinie 20:09 w pobliżu kościoła św. Ruperta, gdy napastnik został postrzelony i zabity przez policję.
Strzelanina miała miejsce na cztery godziny przed północą rozpoczęcia ogólnokrajowej blokady, ponieważ w Austrii weszły w życie nowe restrykcje związane z COVID-19, w tym godzina policyjna od 20:00 do 6:00. Tłumy w barach i restauracjach spędzały ostatni wieczór przed ich zamknięciem.

## Działania po zamachu
Zaraz po ataku w Wiedniu miało miejsce duże rozmieszczenie policji, a członkowie EKO Cobra i WEGA zostali sprowadzeni na polowanie na sprawców. Policja wiedeńska poinformowała, że siły specjalne weszły do mieszkania bandytów za pomocą materiałów wybuchowych, a przeszukanie okolicy trwało od 3 listopada. Austriacka Armia Federalna została rozmieszczona w celu zabezpieczenia budynków w Wiedniu. Wokół centrum miasta ustawiono blokady. Na pobliskiej granicy z Czechami wprowadzono wzmożone kontrole.
Po kilku godzinach ewakuowano ludzi z pobliskich restauracji, barów, Wiedeńskiej Opery Państwowej i Burgtheater. Wiedeńska policja poprosiła pieszych o unikanie otwartych przestrzeni i transportu publicznego w okolicy, a następnie zatrzymała wszystkie tramwaje i metro w centrum Wiednia i poprosiła ludzi o schronienie się na miejscu.
Wszystkie synagogi, szkoły żydowskie, instytucje Gminy Żydowskiej w Wiedniu oraz koszerne restauracje i supermarkety zostały zamknięte następnego dnia ze względu na obawy, że główna synagoga była celem. Chociaż wkrótce po ataku stało się jasne, że celem była ludność, a nie synagoga, która wówczas była zamknięta.
6 listopada władze zdecydowały, że dwa meczety w Ottakring (niem. Melit-Ibrahim-Moschee) i Meidling (niem. Tewhid-Moschee) zostaną zamknięte, ponieważ „pozytywny stosunek do społeczeństwa i państwa” jako warunku prawnego nie został spełniony przez meczety. Meczety podobno przyczyniły się do radykalizacji napastnika i podobno były odwiedzane przez niego i innych islamistów. Melit-Ibrahim-Moschee był wcześniej podobno odwiedzany przez islamistę Mohameda M. i zwolennika Państwa Islamskiego, który następnie trafił do więzienia.
11 listopada muzułmański cmentarz w Wien-Liesing na przedmieściach Wiednia odmówił pochowania napastnika, podobnie jak inny cmentarz muzułmański w Austrii.

## Ofiary
Napastnik zabił czterech cywilów: zginęli 39-letni Austriak, 24-letni Niemiec, 44-letni Austriak i 21-letni muzułmański Austriak pochodzący z Macedonii Północnej. Napastnik został również zastrzelony przez policję i zginął na miejscu.
Dwadzieścia trzy inne osoby zostały ranne postrzałami i ranami kłutymi; trzynastu obywateli z Austrii, czterech z Niemiec, dwóch ze Słowacji i po jednym z Afganistanu, Bośni i Hercegowiny, Chin i Luksemburga. Siedem osób doznało ciężkich obrażeń. Wśród rannych był 28-letni policjant, który podczas reakcji na atak został postrzelony i ciężko ranny. Rannego oficera i starszą kobietę uratowali Palestyńczyk i dwaj Turcy-Austriacy, którzy przenieśli ich w bezpieczne miejsca i do karetek; po konfrontacji z napastnikiem jeden z Turków-Austriaków został postrzelony i ranny. Trzej mężczyźni byli chwaleni za swoje czyny.

## Śledztwo
Pojawiły się nagrania ze strzelaniny, w tym jeden z napastników strzelających do cywilów najpierw z karabinu, a następnie z bliska z pistoletu. Policja poprosiła świadków, aby nie publikowali filmów i zdjęć w mediach społecznościowych, ale przesyłali je władzom. W wyniku prośby do Wiedeńczyków i działań policja otrzymała od opinii publicznej dużą liczbę nagrań wideo po ataku, a zespół śledczy zbadał je pod kątem dowodów.
3 listopada we wczesnych godzinach porannych doszło do przeszukania mieszkań związanych ze sprawcą, a w jego domu znaleźli zapas amunicji. O godzinie 01:00 władze austriackie poinformowały, że co najmniej jeden ze sprawców nadal ucieka z miejsca zdarzenia, ale po południu Minister Spraw Wewnętrznych Austrii Karl Nehammer powiedział, że nic nie wskazuje na dodatkowych napastników. Urzędnicy stwierdził, że atak był akt terroryzmu islamskiego.
ISIS przyznało się do ataku dzień później, nazywając napastnika „żołnierzem kalifatu” i zamieszczając jedno ze swoich zdjęć z bronią i nożem, a także udostępniło film, na którym napastnik przysięga wierność przywódcy Państwa Islamskiego, Abu Ibrahima al-Hashimego al-Qurashiego. Nie było jednak jasne, czy ISIL pomogło zaplanować atak; grupa ma doświadczenie w przyjmowaniu odpowiedzialności za ataki samotnych wilków.

## Sprawca
Sprawcą został zidentyfikowany 20-letni Kujtim Fejzullai. Urodził się w Mödling, mieście na południe od Wiednia, w 2000 roku, gdzie dorastał i mieszkał w mieście Sankt Pölten, 53 kilometry (33 mil) na zachód od Wiednia. Był podwójnym obywatelem Austrii i Macedonii Północnej, pochodzenia albańskiego i był znany Austriackiemu Urzędowi Ochrony Konstytucji i Zwalczania Terroryzmu. Został skazany na 22 miesiące więzienia w kwietniu 2019 r., Po tym, jak próbował przekroczyć granicę turecką z Syrią, aby dołączyć do ISIL; został jednak zwolniony warunkowo w grudniu 2019 r., osiem miesięcy po odbyciu wyroku, Był jednym z około 90 austriackich islamistów, którzy próbowali dotrzeć do Syrii. Austriacki urzędnik powiedział, że śledczy uważają, że modlił się w meczecie, który austriackie służby wywiadowcze podejrzewały o rozpowszechnianie ekstremizmu. Fejzullai brał wcześniej udział w programie deradykalizacji prowadzonym przez stowarzyszenie DERAD.
Die Zeit poinformował, że Fejzullai był znany słowackiej policji w Bratysławie, która podobno utrudniała mu zakup amunicji i zgłosiła to władzom austriackim. Broń i amunicja ze słowackimi numerami identyfikacyjnymi były używane w przeszłości w kilku atakach terrorystycznych.
Na kilka godzin przed atakiem Fejzullai przysięgał wierność ISIL po arabsku w poście na Instagramie, używając nazwiska Abu Dujana al-Albani. Na stanowisku trzymał na piersi karabin szturmowy, pistolet i maczetę.

## Reakcje i kondolencje
Reakcje kanclerza Austrii
Kanclerz Austrii Sebastian Kurz potwierdził, że poniedziałkowa strzelanina w Wiedniu była „islamistycznym atakiem terrorystycznym”. Kurz powiedział, że „Był to atak oparty na nienawiści do naszych podstawowych wartości, naszego stylu życia i naszej demokracji, w której wszyscy ludzie są równi. Ale jedno jest pewne: nie damy się zastraszyć terrorystom. Z pełną siłą będziemy bronić naszych wartości, naszego stylu życia i naszej demokracji. Będziemy ścigać winnych i skażemy ich na odpowiednią karę. Będziemy też ścigać wszystkich, którzy mieli cokolwiek wspólnego z tą tragedią”. Po ataku terrorystycznym kanclerz Kurz ogłosił 3-dniowy okres żałoby narodowej.
Reakcja przywódców Europy
Kanclerz Niemiec Angela Merkel wyraziła we wtorek solidarność z Austrią po atakach w Wiedniu. Podkreśliła, że „islamistyczny terroryzm” jest „wspólnym wrogiem”, podobnie jak wspólna jest walka przeciwko terrorystom. Prezydent Rosji Władimir Putin złożył kondolencje Prezydentowi Austrii Alexandrowi Van der Bellenowi, a także Kanclerzowi Austrii Sebastianowi Kurz powiedział, że „Rosja jest gotowa wzmacniać współpracę z Austrią i z innymi krajami w walce z wszelkimi formami terroryzmu”. Węgierski minister spraw zagranicznych Péter Szijjártó wydał oświadczenie, w którym powiedział, że „Do Europy wdarła się niesłychana fala terroryzmu i czas uderzyć na alarm oraz zewrzeć szyki na kontynencie wobec tego zjawiska”.
Polska reakcja na atak terrorystyczny w Wiedniu
„Proszę pozwolić mi złożyć na Pańskie ręce wyrazy głębokiego ubolewania w związku z barbarzyńskim atakiem terrorystycznym w Wiedniu” – napisał Prezydent Rzeczypospolitej Polskiej Andrzej Duda. W depeszy kondolencyjnej skierowanej do prezydenta Alexandra Van der Bellena Andrzej Duda oświadczył, że „w tym trudnym czasie Polacy solidaryzują się z Austriakami, łącząc się w bólu z rodzinami ofiar i wyrażając swój stanowczy sprzeciw wobec tchórzliwych aktów przemocy motywowanych fanatyzmem i nienawiścią”.